# 후루카와 마사토
후루카와 마사토(일본어: 古川 雅人, 1995년 9월 23일~)는 일본의 축구 선수이다.

## 구단 경력
그는 2018년 J3리그의 SC 사가미하라에 입단했고, 3년동안 팀에서 뛰었다.